# Каролайн (округ, Мэриленд)
Округ Каролайн (англ. Caroline County) — преимущественно сельский округ в восточной части штата Мэриленд. Окружной центр — городок Дентон. Округ Каролайн граничит с Делавэром на востоке, округом Дорчестер на юге, округом Толбот на западе и округом Куин-Анс на севере. Согласно переписи 2020 года, в округе проживало 33 293 человека. 

## География
Находится на востоке штата Мэриленд. Согласно данным Бюро переписи США, общая площадь округа составляет 326 квадратных миль (844 км²), из которых 319,5 квадратных миль (827 км²) занимает суша, а 6,5 (17) — водная поверхность (2% от общей площади). Это третий самый маленький по площади округ штата. Является восточной границей линии Мэйсона-Диксона.
Каролайн занимает седьмое место в стране по площади земель, охраняемых в рамках Программы сохранения сельскохозяйственных угодий (англ. Ag Preservation Program). Так, в округе расположены парки штата Такахо и Мартинак. Через округ проходит Американская тропа открытий.
Крупнейшими гидрологическими объектами являются река Чоптанк и ручей Такахо-Крик. Каролайн — единственный округ Мэрилендского Восточного берега, который не имеет выхода ни к Чесапикскому заливу, ни к Атлантическому океану.

### Соседние округа
- Кент, Делавэр (северо-восток)
- Сассекс, Делавэр (юго-восток)
- Дорчестер (юг)
- Толбот (запад)
- Куин-Анс (север и северо-запад)

## История
Округ был создан в соответствии с законодательством Генеральной ассамблеи Мэриленда в 1773 году из частей округов Дорчестер и Куин-Анс. Был назван в честь леди Кэролайн Иден, супруги Роберта Идена, последнего британского колониального губернатора Мэриленда. Первоначально были назначены семь окружных комиссаров: Чарльз Дикинсон (англ. Charles Dickinson), Бенсон Стейнтон (англ. Benson Stainton), Томас Уайт (англ. Thomas White), Уиллиам Хаскинс (англ. William Haskins), Ричард Мэйсон (англ. Richard Mason), Джошуа Кларк (англ. Joshua Clark) и Натаниэль Поттер (англ. Nathaniel Potter). Эти мужчины приобрели 4 акра (1,6 гектаров) земли в Пиг-Пойнт (сейчас территория Дентона) для строительства здания суда и тюрьму. 
До завершения строительства судебный процесс проходил на складе Мелвилла в примерно 1,5 милях (2,4 км) к северу от Пиг-Пойнт, там же проходили выборы, а 15 марта 1774 года состоялось первое заседание окружного комиссариата. В 1777 году суд был перенесён в Бриджтаун (сейчас Гринсборо), но позже был возвращён назад. Это стало причиной возникновения разногласий относительно постоянного местонахождения округа. Генеральная ассамблея достигла компромисса в 1785 году и распорядилась приобрести 2 акра (0,81 гектар) земли в Мелвилл-Лэндинг для строительства здания суда и тюрьмы. В 1790 году окружной суд переехал в Пиг-Пойнт. Здание суда округа Каролайн было завершено в 1797 году. В 1894 году окружные комиссары были уполномочены снести обветшалое строение. Новое здание суда была построено в 1895 году.
Первые сегрегированные школы в округе появились в 1869 году.
Во второй половине XIX века в Каролайне были зафиксированы три суда Линча. 9 октября 1854 года возле Дентона разъярённой толпой был повешен 34-летний чёрный разнорабочий Дэвид Томас (англ. David Thomas), осуждённый за убийство белого мужчины Уиллиама Батлера (англ. William Butler) на 16 лет и 7 месяцев заключения в тюрьме в Балтиморе. В 1863 году был дважды повешен, расстрелян и в конечном итоге сожжён афроамериканец Джим Уилсон (англ. Jim Wilson), обвинённого в убийстве восьмилетней дочери парламентария Палаты представителей Мэриленда. 2 июля 1895 года был повешен белый двадцатитрёхлетний юноша Маршалл Прайс (англ. Marshall E. Price), приговорённый к казни за изнасилование и убийство четырнадцатилетней Салли Дин (англ. Sallie Dean).
После Первой мировой войны округ постигло два несчастия. В октябре 1918 года началась эпидемия испанки, которая закончилась в ноябре. А 15 августа 1919 года несколько наводнений разрушили дамбы, смыли мосты, повредили дороги, дома и посевы.
21 место в округе внесено в Национальный реестр исторических мест США. Местной организацией, занимающейся сохранением исторических памятников, является Историческое общество округа Каролайн (англ. Caroline County Historical Society). Службой национальных парков разрабатывается проект о расширении на южную территорию округа Национального исторического парка подземной железной дороги Гарриет Табмен, посвящённый аболиционистке и деятельнице подземной железной дороги Гарриет Табмен.

## Население
| Раса/Этнос                      | 2010   | 2020   | % 2010 | % 2020 |
| ------------------------------- | ------ | ------ | ------ | ------ |
| Белые                           | 25 853 | 24 114 | 78,19  | 72,43  |
| Афроамериканцы                  | 4 520  | 4 368  | 13,67  | 13,12  |
| Коренные американцы             | 95     | 67     | 0,29   | 0,20   |
| Азиаты                          | 186    | 345    | 0,56   | 1,04   |
| Уроженцы тихоокеанских островов | 9      | 13     | 0,10   | 0,31   |
| Прочие расы                     | 32     | 102    | 0,10   | 0,31   |
| Мультикультурные американцы     | 555    | 1 464  | 1,68   | 4,40   |
| Латиноамериканцы США            | 1 816  | 2 820  | 5,49   | 8,47   |
| Всего                           | 33 066 | 33 293 | 100    | 100    |

## Правительство
Округ Каролайн получил самоуправление в 1984 году в соответствии с кодексом штата по инициативе окружного комиссара Чарльза Т. Дина-старшего. В 2022 году окружными комиссарами были Франк Бартц (англ. Frank Bartz), Джей Трэвис Бридинг (англ. J. Travis Breeding) и Ларри Си Портер (англ. Larry C. Porter), все трое являлись членами Республиканской партии. Должность исполнительного помощника окружных комиссаров занимал Кейли Лигер (англ. Kaleigh Leager), а окружного администратора — Джереми Голдман (англ. Jeremy Goldman). С 1994 по 2014 год Каролайн был единственным округом, не представленным в Генеральной ассамблеи Мэриленда. Причинами являлись малочисленность населения и перераспределение.
Шерифом округа Каролайн является Донни Баркер (англ. ), занимающий эту должность с 2022 года.

## Политика
На президентском уровне Каролайн — самый «красный» округ на преимущественно демократическом Восточном побережье; главным претендентом на это звание является Карролл, другой округ Мэриленда. Ни один демократический кандидат с 1964 года, когда с перевесом в почти 16% процентов верх одержал Линдон Джонсон, не набирал большинства голосов в округе; до преемника Кеннеди последним таким кандидатом стал Франклин Рузвельт в 1940, набравший 51,3% голосов. Последним же демократом, набравшим хотя бы 40% голосов, стал Джимми Картер в 1980, набравший 41,88% голосов. В первой половине XX века Каролайн был более колеблющимся округом; максимальный перевес составлял всего 10% голосов в 1904 году, когда округ остался за демократом Элтоном Бруксом Паркером.

## Образование
Государственное образование в округе обеспечивает Система общественных школ округа Каролайн. Старших школ в округе две: Старшая школа Северного Каролайн и Старшая школа полковника Ричардсона.

## СМИ
В 1980 году началось издание ежемесячного бесплатного журнала Caroline Review. В 2016 году была основана ежедневная онлайн-газета Caroline Past and Present.

## Транспорт
Каролайн — один из трех округов Мэриленда, через который не проходит межштатная автомагистраль или шоссе США. «Главной артерией» Каролайна является Мэрилендское шоссе 404. В основном им пользуются летом приезжие любители пляжного отдыха, направляющиеся в Ошен-Сити, Мэриленд, или Рехобот-Бич, Делавэр.

## Населённые пункты

### Города
- Дентон
- Голдсборо
- Гринсборо
- Престон
- Риджли
- Темплвилл (частично в Куинс-Анс)
- Федералсберг
- Хендерсон
- Хилсборо

### Статистически обособленные местности
- Уиллистон
- Уэст-Дентон
- Чоптанк

### Невключённые общины
- Американ-Корнер
- Андерсонтаун
- Балтимор-Корнер
- Берсвил
- Бетлехем
- Брик-Уолл-Ландинг
- Гилпин-Пойнт
- Гров
- Джамптаун
- Линчестер
- Окленд
- Ойл-Сити
- Релайанс (частично в Дорчестере и Сассексе)
- Ту-Джонс
- Тэньерд
- Уайтлисберг
- Хармони
- Хикмен
- Хобс

## В культуре
- Города Престон и Хикман были упомянуты в телевизионном варьете «Хи Хо»; так, в Хикмане оказался нэшвиллский Зал славы и музей кантри.
- Член Национального зала славы бейсбола Джимми Фокс начинал свою карьеру в качестве полупрофессионального кэтчера в Риджли. За неё же ранее выступал другой член Зала славы Джон «Хоумран» Бэйкер.
- Рокер Джордж Торогуд играл в барах Каролайна во время учёбы в Университете Делавэра.
- Каждый август в Дентоне проводится Летний фестиваль (англ. Summerfest).
- Каждый август в Уиллистоне проводится Ярмарка Каролайна-Дорчестера (англ. The Caroline-Dorchester County Fair).
- Каждый День поминовения в Риджли проводится Клубничный фестиваль (англ. The Strawberry Festival).